# Чимбулак (Талгарський район)
Чимбула́к (каз. Шымбұлақ) — село у складі Талгарського району Алматинської області Казахстану. Входить до складу Алатауського сільського округу.
Населення — 639 осіб (2021; 481 у 2009, 316 у 1999, 277 у 1989).